# Lista de filmes portugueses de 1963
Lista de filmes portugueses de longa-metragem lançados comercialmente em Portugal em 1963, nas salas de cinema.
Notas: Na secção coprodução, passando o cursor sobre a bandeira aparecerá o nome do país correspondente.
| # | Filme                     | Realização          | Género         | Estreia        | Coprodução |
| - | ------------------------- | ------------------- | -------------- | -------------- | ---------- |
| 1 | Acto da Primavera         | Manoel de Oliveira  | Drama          | 2 de outubro   | —          |
| 2 | O Miúdo da Bica           | Constantino Esteves | Drama, musical | 26 de julho    | —          |
| 3 | O Parque das Ilusões      | Perdigão Queiroga   | Drama          | 8 de março     | —          |
| 4 | Pássaros de Asas Cortadas | Artur Ramos         | Drama          | 3 de maio      | —          |
| 5 | Os Verdes Anos            | Paulo Rocha         | Drama          | 29 de novembro | —          |